# Mauricio Serna
Mauricio Alberto "Chicho" Serna Valencia (* 22. Januar 1968 in Medellín) ist ein ehemaliger kolumbianischer Fußballspieler und heutiger Fußballfunktionär. Er spielte überwiegend im defensiven Mittelfeld und war bekannt für seine kämpferische Spielweise. Serna absolvierte 51 Länderspiele für die kolumbianische Fußballnationalmannschaft und nahm an den Weltmeisterschaften 1994 und 1998 teil.

## Karriere

### Verein
Serna begann seine Profikarriere 1990 bei Deportivo Pereira und wechselte ein Jahr später zu Atlético Nacional, wo er zweimal die kolumbianische Meisterschaft gewann (1991 und 1994). 1998 wechselte er zu Boca Juniors nach Argentinien, wo er unter Trainer Carlos Bianchi große Erfolge feierte. Mit Boca gewann er unter anderem die Copa Libertadores 2000 und 2001 sowie den Weltpokal 2000. Später spielte er noch für Puebla in Mexiko sowie für Chacarita Juniors und Talleres de Córdoba in Argentinien. 2004 kehrte er zu Atlético Nacional zurück und beendete dort 2005 seine aktive Karriere. In der Apertura 2005 hatte er noch seine dritte kolumbianische Meisterschaft gewonnen.

### Nationalmannschaft
Mauricio Serna debütierte im März 1993 in der kolumbianischen Nationalmannschaft. Im selben Jahr stand er im Aufgebot für die Copa América 1993, kam dort jedoch nicht zum Einsatz. Ein Jahr später wurde er für die Fußball-Weltmeisterschaft 1994 in den USA nominiert, blieb aber auch bei diesem Turnier ohne Einsatzminute.
In den Jahren danach etablierte sich Serna als Stammspieler im defensiven Mittelfeld und nahm regelmäßig an Freundschaftsspielen sowie Qualifikationsspielen teil. Während der Qualifikation zur Fußball-Weltmeisterschaft 1998 bestritt er zwölf Partien und erzielte dabei zwei Tore – im November 1996 beim 2:2-Unentschieden gegen Bolivien sowie im April 1997 bei der 1:2-Niederlage gegen Paraguay in Asunción. Bei der Fußball-Weltmeisterschaft 1998 in Frankreich kam Serna in allen drei Gruppenspielen der kolumbianischen Mannschaft zum Einsatz – beim 0:1 gegen Rumänien, dem 1:0-Sieg gegen Tunesien und der 0:2-Niederlage gegen England. Kolumbien schied als Gruppendritter in der Vorrunde aus.
Auch in der Qualifikation zur Fußball-Weltmeisterschaft 2002 gehörte Serna zum Kader und kam in sechs Spielen zum Einsatz. Kolumbien belegte jedoch nur den sechsten Platz in der Südamerikagruppe und verpasste die Teilnahme am Turnier in Japan und Südkorea. Sein letztes Länderspiel absolvierte Serna am 14. November 2001 beim 4:0-Auswärtssieg in Paraguay. Insgesamt bestritt er zwischen 1993 und 2001 51 Länderspiele und erzielte zwei Tore für Kolumbien.

## Nach der aktiven Karriere
Nach seinem Karriereende war Serna in verschiedenen Funktionen tätig. 2021 wurde er Teil des Trainerstabs der Reservemannschaft von den Boca Juniors und übernahm später eine Rolle im Fußballrat des Vereins. Zudem ist er Geschäftsführer der Firma "Imagen y Mercadeo Deportiva S.A.S", die die Rechte am Showbol in Kolumbien hält.

## Erfolge
Atlético Nacional
- Kolumbianischer Meister: 1991, 1994, 2005-I
- Sieger der Copa Interamericana: 1995

Boca Juniors
- Argentinischer Meister: 1998-A, 1999-C, 2000-A
- Sieger der Copa Libertadores: 2000, 2001
- Weltpokalsieger: 2000

## Rechtliche Auseinandersetzungen
2015 wurde Serna in Kolumbien beschuldigt, junge Fußballspieler mit falschen Versprechungen nach Argentinien gelockt und dabei Geldbeträge erschlichen zu haben. 2018 wurde er in Argentinien wegen Geldwäsche und Drogenhandels in Höhe von rund drei Millionen Dollar angeklagt. 2019 wurde er zudem in den USA von einem kolumbianischen Drogenhändler beschuldigt, gemeinsam mit der Familie von Pablo Escobar Geldwäsche betrieben zu haben.